# Département de Louverture
1801–1802
Entités précédentes :
- Colonie de Saint-Domingue

Entités suivantes :
- Haïti (département de l'Artibonite)

Le département de Louverture est un ancien département français situé sur la colonie de Saint-Domingue, qui existe de 1801 à 1802. Son chef lieu est Les Gonaïves.

## Histoire
Le département de Louverture est créé par la loi du 24 Messidor an IX (13 juillet 1801) portant division du territoire de la colonie française de Saint-Domingue  émanant de l'Assemblée Centrale de Saint-Domingue réunit par Toussaint Louverture, l'île est divisée alors en six départements. 
À la suite de la conquête de l'île par les troupes du général Leclerc au nom du Premier Consul, le territoire de la partie française de Saint-Domingue est divisé par l'arrêté du 2 Messidor an 10 (21 juin 1802) en trois départements. Le département de Louverture est supprimé, les départements du Nord et de l'Ouest récupérant les parties détachées .
La constitution de la République d'Haïti du 27 décembre 1806 rétablit le département de Louverture sous le nom de département de l'Artibonite .

## Territoire
Le département était formé du sud du département du Nord, du nord du département de l'Ouest et de la partie espagnole de la vallée de l'Artibonite occupée Toussaint Louverture.
Le département créé par Toussaint Louverture par la loi du 24 messidor an IX (13 juillet 1801) est délimité comme suit :
« La Limite de ce département part de l’embouchure de l’Artibonite, remonte jusqu'à Banica, d’où elle se rend le plus directement possible au point de jonction de la capotille avec le Massacre ; de ce point elle s’élève sur les crêtes de la Mine et de Valière, suit la chaîne des montagnes des Fonds-Bleus, venant de Sans-Souci, traverse la montagne Noire de la Grande-Rivière, parcourt les anciennes limites françaises et espagnoles, en englobant la Mare-à-la Roche, passe au haut du Trou, vient à l’habitation Laroque, monte droit la chaîne des montagnes de la Marmelade, passe à l’habitation Bédouret, en suivant toujours cette chaîne jusqu’aux limites communes aux paroisses du Borgne, de Plaisance et du gros-Morne, s’étend le long de celle du Gros-Morne et du Moustique, et aboutit à la petite-rivière des côtes-de-Fer, et de là à la mer. 
De ce point, enfin, elle suit le développement de la côte, passant par le Môle-Saint-Nicolas, la Plate-Forme, les Gonaïves, jusqu'à l’embouchure de l’Artibonite.
Le chef-lieu de ce département est Les Gonaïves. »

## Organisation administrative

### Organisation territoriale
Le département est organisé en 4 arrondissements militaires, 15 paroisses:
Les 4 arrondissements militaires:
- Les Gonaïves, Le Môle-Saint-Nicolas, Hinche, Banica.
Les 15 paroisses: 
-Le Môle-Saint-Nicolas, Bombarde, Le Gros-Morne, Terre-Neuve (ex paroisse de Port-à-Piment), Les Gonaïves, Plaisance, La Marmelade, Le Quartier Louverture (ex paroisse d'Ennery), San-Miguel-de-l’Atalaye (Saint-Michel de l’Atalaye) (y compris ce qu’elle acquiert sur la paroisse du Dondon), Saint-Raphaël, Hinche, Banica, Las Cahobas (Lascahobas), Farfan, La Petite-Rivière (y compris ce qu’elle acquiert sur la paroisse de Saint-Marc).

### Organisation judiciaire
Le département est organisé en 2 tribunaux d'instance par la loi sur l'organisation des tribunaux du 4 Thermidor an IX (23 juillet 1801) :
Le tribunal des Gonaïves regroupe les paroisses de :
- Le Môle-Saint-Nicolas, Bombarde, Le Gros-Morne, La Marmelade, Plaisance, Terre-Neuve, Canton Louverture, La Petite-Rivière-de l’Artibonite, Les Verrettes, Saint-Marc, San Miguel de l’Atalaye.
Le tribunal de Hinche, provisoirement le siège de ce tribunal sera établi à San Miguel de l'Atalaye, paroisse qui, alors et jusqu'à la translation du siège, dépendra du tribunal de Hinche pour le ressort de la justice. Il regroupe les paroisses de:
- Hinche, Banica, San-Raphaël, Las Cahobas, Farfan.